# Donald J. Kessler
Donald J. Kessler (1940) is een Amerikaanse astrofysicus en voormalig NASA-wetenschapper die bekend staat om zijn studies naar ruimteschroot. 

## Levensloop

### Vroege leven en opleiding
Kessler groeide op in Texas. Hij diende in het Amerikaanse leger bij het Air Defense Command. Vanaf 1962 ging hij naar de Universiteit van Houston, waar hij natuurkunde studeerde. Hij begon te werken bij de National Aeronautics and Space Administration (NASA) voordat hij afstudeerde aan de universiteit.

### Vroege carrière
Kessler was vluchtleider voor Skylab, het Amerikaanse ruimtestation dat in 1973 door NASA werd gelanceerd.

### Carrière
Kessler werkte bij het Johnson Space Center in Houston, Texas, als onderdeel van NASA's Environmental Effects Project Office. Tijdens zijn verblijf daar ontwikkelde hij een scenario dat we nu het Kesslersyndroom noemen. Dit syndroom stelt dat botsingen tussen ruimteschroot waarschijnlijker worden naarmate de dichtheid van het ruimteschroot in een baan om de aarde toeneemt. Er ontstaat een cascade-effect, omdat iedere botsing op zijn beurt meer schroot creëert, wat weer verdere botsingen kan veroorzaken. 
Samen met Burton G. Cour-Palais publiceerde Kessler zijn ideeën voor het eerst in 1978 in een wetenschappelijk artikel getiteld "Collision Frequency of Artificial Satellites: The Creation of a Debris Belt." Het artikel vestigde Kesslers reputatie, en NASA benoemde hem vervolgens tot hoofd van het nieuw opgerichte Orbital Debris Program Office om het probleem te bestuderen en richtlijnen op te stellen om de ophoping van ruimteschroot te vertragen.
Kessler ging in 1996 bij NASA met pensioen en onderhoudt een website met zijn publicaties en contactgegevens. Hij woont momenteel in Asheville, North Carolina. Hij is nog steeds actief op het gebied van ruimteschroot. In 2009 hield hij een toespraak op de eerste internationale conferentie over het opruimen van ruimtepuin in Arlington, Virginia, die mede werd gesponsord door NASA en DARPA. In 2011 was hij een belangrijke adviseur bij het maken van de educatieve IMAX-film Space Junk 3D en was hij voorzitter van een commissie van de National Research Council van de Verenigde Staten die de programma's van NASA voor ruimteschroot beoordeelde. In 2013 gaf hij een speciale lezing in Tokio op het Tweede Internationale Symposium over Duurzame Ruimteontwikkeling en -gebruik voor de Mensheid, gesponsord door het Japan Space Forum, en in 2017 gaf hij de keynotespeech op de Zevende Europese Conferentie over Ruimtepuin.

## Prijzen en onderscheidingen
- Kessler heeft talrijke onderscheidingen ontvangen voor zijn baanbrekende werk; de meest recente was de Dirk Brower Award in 2010 voor zijn vijftigjarige carrière in de astrodynamica.
- De centrale asteroïde 11267 Donaldkessler, ontdekt door de Amerikaanse astronoom Schelte Bus bij het Californische Palomar-observatorium in 1981, werd op 13 april 2017 naar hem vernoemd ( M.P.C. 103977).

## In populaire cultuur
In de sciencefiction-thrillerkomediefilm Mars Attacks! (1996) speelt Pierce Brosnan een wetenschappelijke adviseur genaamd Donald Kessler, die de Amerikaanse president (Jack Nicholson) heel slecht advies geeft over hoe hij diplomatieke betrekkingen met de Marsmannen moet aanknopen.